# Tadas Langaitis
Tadas Langaitis (* 7. Juli 1977 in Kaunas) ist ein litauischer konservativer Politiker, von November 2016 bis Februar 2018 Mitglied des Seimas.

## Leben
Nach dem Abitur 1995 am Saulės-Gymnasium Kaunas absolvierte er 1997 das Bachelorstudium  bei Stockholm School of Economics in Riga, Lettland und wurde danach Chartered Financial Analyst.
Nach dem Praktikum bei „Hansabank Markets“ in Tallinn (Estland) errichtete er eine Abteilung von Investmentbanking in Litauen (dann von Swedbank gekauft). 1999 war er Mitgründer eine Investmentbank und war Junior Partner von „Lõhmus, Haavel & Viisemann“ (LHV). Mit seinen Partnern errichtete er ein Risikokapital-Fonds „New Economy Ventures“, das erste im damaligen Baltikum.
Von 2000 bis 2007 errichtete er und finanzierte Technologie- und Medienunternehmen im Baltikum und Skandinavien. 2000 gründete er in Estland das IT-Dienstleistungsunternehmen „Webmedia Group“.
Tadas Langaitis arbeitet seit 2008 im NGO-Sektor. Mit seiner Frau errichtete er die Anstalt „Geros Valios Projektai“ und leitete sie als Vorstandsvorsitzende bis 2015.
2016–2018 war er Seimas-Mitglied, im Februar 2018 trat er zurück.

## Familie
Tadas Langaitis ist verheiratet. Mit seiner Frau Inga Langaitė hat er zwei Töchter.